# Becicherecu Mic
Becicherecu Mic (in ungherese Kisbecskerek, in tedesco Klein-Betschkerek o Kleinbetschkerek, in serbo Мали Бечкерек?, Mali Bečkerek) è un comune della Romania di 2589 abitanti, ubicato nel distretto di Timiș, nella regione storica del Banato. 
Nel 2004 si è staccato da Becicherecu Mic il villaggio di Dudeștii Noi, andato a formare un comune autonomo.
Il nome del comune (letteralmente Becicherecu Piccolo) è in contrapposizione con quello della località serba di Zrenjanin, detta in romeno "Becicherecu Mare" (letteralmente Becicherecu Grande).
Di un certo interesse è la chiesa dedicata alla Traslazione delle reliquie di San Nicola (Mutarea moaștelor Sf. Nicolae), costruita nella prima metà del XIX secolo e contenente dipinti di Nicola Alexici.
Becicherecu Mic ha dato i natali a Dimitrie Ţichindeal (1775-1818), religioso, letterato e attivista per l'emancipazione dei romeni del Banato.